# Jan Kałusowski
Jan Kałusowski, född 12 mars 2000, är en polsk simmare.

## Karriär
Vid EM 2024 i Belgrad tog Kałusowski brons på 200 meter bröstsim samt var en del av Polens lag som tog silver på 4×100 meter medley.